# Cerro de San Juan (Puebla)
El Cerro de San Juan o Centépetl, actualmente conocido también como Cerro de La Paz, es una pequeña eminencia de origen volcánico en la ciudad de Puebla, en México. Se localiza unos 3 km al poniente del centro de la ciudad, adyacente al Río Atoyac.
Con una elevación de alrededor de 2200 metros sobre el nivel del mar y una prominencia de apenas 40 metros respecto del terreno circundante, se trata de una de las tres colinas que enmarcan el área en la cual se fundó la ciudad. Durante el siglo XIX, fue un punto estratégico de importancia militar durante la Intervención Francesa. En la actualidad, el cerro de San Juan se encuentra casi completamente urbanizado, albergando la Colonia La Paz.

## Toponimia
El nombre Centépetl es de origen náhuatl. La etimología más probable apunta al vocablo Centepētl, que significa "cerro del maíz" o "cerro de las mazorcas" (de centli 'espiga de maíz' y tepētl 'montaña'). Otras fuentes históricas y modernas citan significados como "cerro único" (de centetl 'único') o bien "cerro de la diosa del maíz" (de Centeōtl 'divinidad del maíz'). En estos dos casos, el nombre actual sería una corrupción de Centetepētl o de Centeōtepētl, respectivamente.
Durante la Época Colonial, el cerro pasó a conocerse como San Juan Centepec (se reemplaza la terminación -tl por el sufijo locativo -c), debido a que fue sede de una ermita dedicada a San Juan Bautista (o a San Juan Evangelista, según otras fuentes).

## Historia

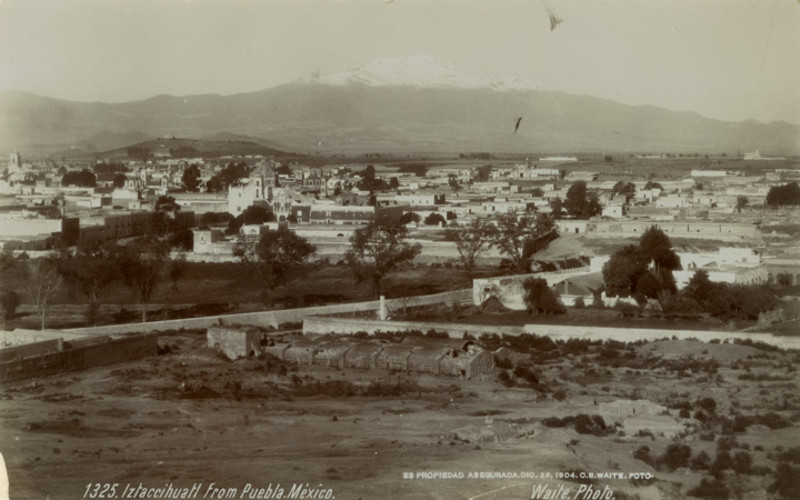
Vista de Puebla desde el Barrio del Alto. Detrás de la ciudad y en segundo plano, se aprecia el cerro de San Juan Centepec. Nótese cómo sigue despoblado.

### Hasta elsigloXVIII
Existe la hipótesis de que el valle de Cuetlaxcoapan —delimitado por los cerros de Centépetl al oeste, Acueyametepec (sede actual de los Fuertes de Loreto y Guadalupe) al norte y Tepoxóchitl (sede actual de la 25 Zona Militar) al este— albergó asentamientos previo a la llegada de los españoles, incluso alguno centrado en el Centépetl. No obstante, el consenso dicta más bien que se trataba de un área despoblada, un terreno neutro bajo la jurisdicción de Tollan-Cholollan donde se festejaban guerras floridas entre los estados vecinos (Itzocan, Huexotzinco, Tlaxcallan, Tepeyacac y la propia Cholula).
Después de la fundación de Puebla, el Centépetl —renombrado cerro de San Sebastián por ubicarse bajo la jurisdicción del barrio del mismo nombre— sirvió como límite natural de la ciudad hacia el poniente. A finales del siglo XVI, el cerro fue adquirido por un capitán español de nombre Gaspar de Jimena (o Jimeno) Villanueva, quien se había asentado en la Puebla de los Ángeles después de librar un naufragio en el Golfo de México. Villanueva mandó construir en la cima del cerro una capilla dedicada a la Virgen de Gracia, a la cual se había encomendado, así como a San Juan Bautista. La capilla, completada en 1600, fue objeto de un saqueo en 1645. Juan de Palafox, por entonces obispo de Puebla, realizó una sonada procesión a la capilla para enmendar los daños, y visitó el templo varias veces más para prestar sus servicios espirituales. No obstante, Palafox fue trasladado de vuelta a España en 1653 debido a su enemistad con la Compañía de Jesús, y la ermita de San Juan perdió el favor de los obispos que lo siguieron. En 1725, la capilla fue saqueada nuevamente, después de lo cual permaneció en ruinas.

### Intervención Francesa

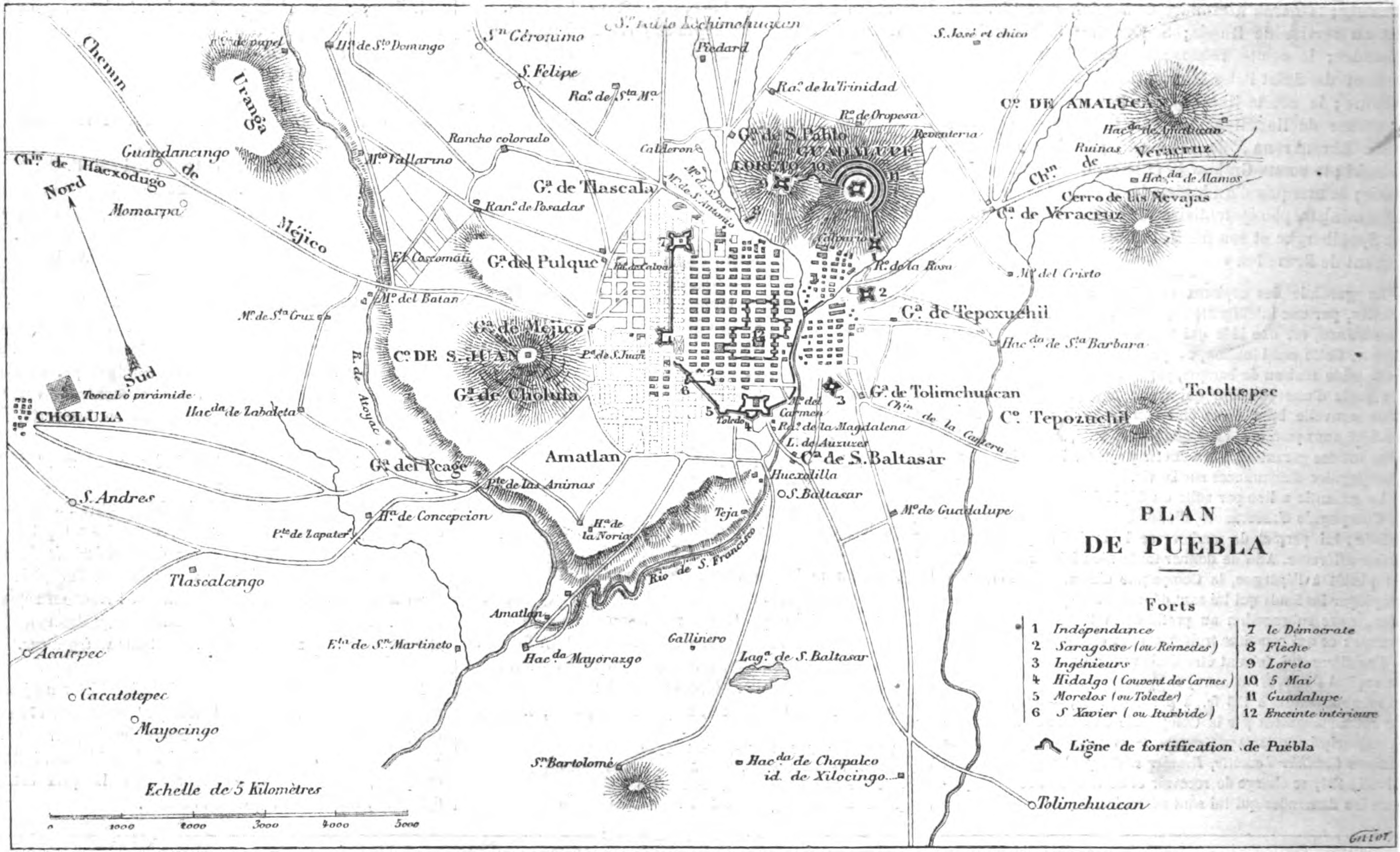
El cerro de San Juan en un mapa militar francés de la ciudad (centro-izquierda).

El cerro de San Juan volvió a ser testigo de los acontecimientos históricos de la ciudad en los años 1860, en el contexto del segundo conflicto franco-mexicano. Después de la derrota en la Batalla de Puebla, las fuerzas francesas se replegaron hacia Veracruz a fin de alistarse para una segunda incursión en territorio mexicano. A principios de marzo de 1863, conseguidos los refuerzos necesarios, las tropas comandadas por el general Frédéric Forey se encaminaron hacia Puebla, defendida por el general Jesús González Ortega, quien había asumido el mando del Ejército de Oriente tras la muerte de Ignacio Zaragoza.
Para entonces, Puebla se había preparado para la defensa de la plaza, estableciendo nuevas fortificaciones y reforzando las existentes. Sin embargo, el cerro de San Juan había quedado sin ocupar, y fue ahí donde Forey estableció su cuartel después de tomar posesión de diversos puntos alrededor de la ciudad de forma pacífica. Entre otros, a este descuido por parte de las fuerzas mexicanas se atribuye la caída de Puebla, acaecida el 17 de mayo de 1863, después de dos meses de asedio.
En 1867, habiendo perdido el Segundo Imperio el favor tanto de Napoleón III como de sus patrocinadores conservadores en México, Puebla fue escenario de una batalla crucial en el proceso de liberación. El ejército republicano al mando de Porfirio Díaz ocupó sin resistencia el cerro de San Juan el 9 de marzo y lo hizo su cuartel, tal como habían hecho las fuerzas francesas cuatro años antes. La residencia del periodista y diplomático liberal Manuel María de Zamacona, que se encontraba en la cima del cerro, alojó a Díaz por la duración de su campaña poblana. Por las siguientes semanas, Díaz sitió la ciudad, esperó refuerzos y preparó el asalto, que tendría lugar en las tempranas horas del 2 de abril. A las 2:45 AM, el ejército republicano arremetió contra las trincheras que protegían el Convento del Carmen, que era el lugar más sólido de las tropas imperiales. Esta agresión inicial permitió a las columnas de ataque tomar sus posiciones. Tras un breve intercambio de fuego, mediante un toque de clarín se ordenó la quema de un enorme lienzo empapado en resina en lo alto del cerro de San Juan, lo cual indicaba el inicio oficial de las hostilidades. Al amanecer, la ciudad de Puebla había caído en manos de los ofensores. Esta victoria permitió a las fuerzas de la República avanzar hacia Querétaro, donde se hallaba resguardado Maximiliano de Habsburgo desde febrero, y la Ciudad de México, que fue tomada por Díaz en junio del mismo año.
La calle por la cual descendieron las fuerzas de Díaz del cerro de San Juan se llamaba por entonces Calle Ancha o Paseo de San Juan (ver mapa más arriba). Después de la victoria republicana, cambió de nombre a Avenida del Vencedor, en honor a que Porfirio Díaz había recibido el epíteto honorífico de "Vencedor de Puebla". En 1901, el propio Díaz inauguró oficialmente esta avenida en su trazo actual, como amplio y lujoso bulevar, con el nombre de Avenida de la Paz. En 1906, se rebautizó como Avenida Juárez.

### Urbanización
A partir de finales del siglo XIX, Puebla vivió una diversificación en las actividades económicas —en especial, debido al desarrollo de la industria textil— que resultó en un importante crecimiento poblacional. Esto dio paso a una cantidad de proyectos de ensanche. En 1931, el gobierno estatal analizó la conveniencia de desarrollar en el rancho de San Juan un barrio residencial para la clase alta, que había empezado a migrar fuera del centro de la ciudad. La zona presentaba muchos atractivos como vistas panorámicas, abundancia de acuíferos, fácil acceso al centro mediante la Avenida Juárez, así como cercanía de las salidas hacia la Ciudad de México, Cholula y Atlixco. Sin embargo, el Dr. Isaac del Río, entonces propietario de gran parte del terreno en cuestión, se adelantó a la resolución gubernamental y en 1932 pidió autorización al municipio para fraccionar el cerro bajo el nombre de La Paz.
Basada en el modelo de la ciudad jardín, con anchas calles arboladas y terrenos extensos, la urbanización se dio de forma paulatina, con un pico a mediados del siglo XX. Después de un bache ocasionado por la sobreexplotación de acuíferos y otros problemas urbanísticos, La Paz ha resurgido desde los años 90 como desarrollo de uso mixto, con un énfasis en el sector servicios.

## Actualidad
Actualmente, el cerro de San Juan alberga una cantidad considerable de oficinas, restaurantes, escuelas, hoteles y comercios minoristas. El cerro está coronado por la Parroquia de Nuestra Señora del Sagrado Corazón, conocida informalmente como la Iglesia del Cielo y visible desde muchos puntos de la ciudad, adyacente a una plaza cívica que alberga un monumento a la bandera de México.
Sus calles amplias y su ubicación también le han valido conformar un nudo de transporte para moverse entre el centro-oeste, el norte y el suroeste de la ciudad, así como hacia la zona de Zavaleta y Cholula. El cerro está bordeado por varias de las vías principales de Puebla: la Avenida Juárez, la Recta a Cholula, el Boulevard Atlixco, el Boulevard Esteban de Antuñano y la Avenida de la Reforma.

## Flora y fauna

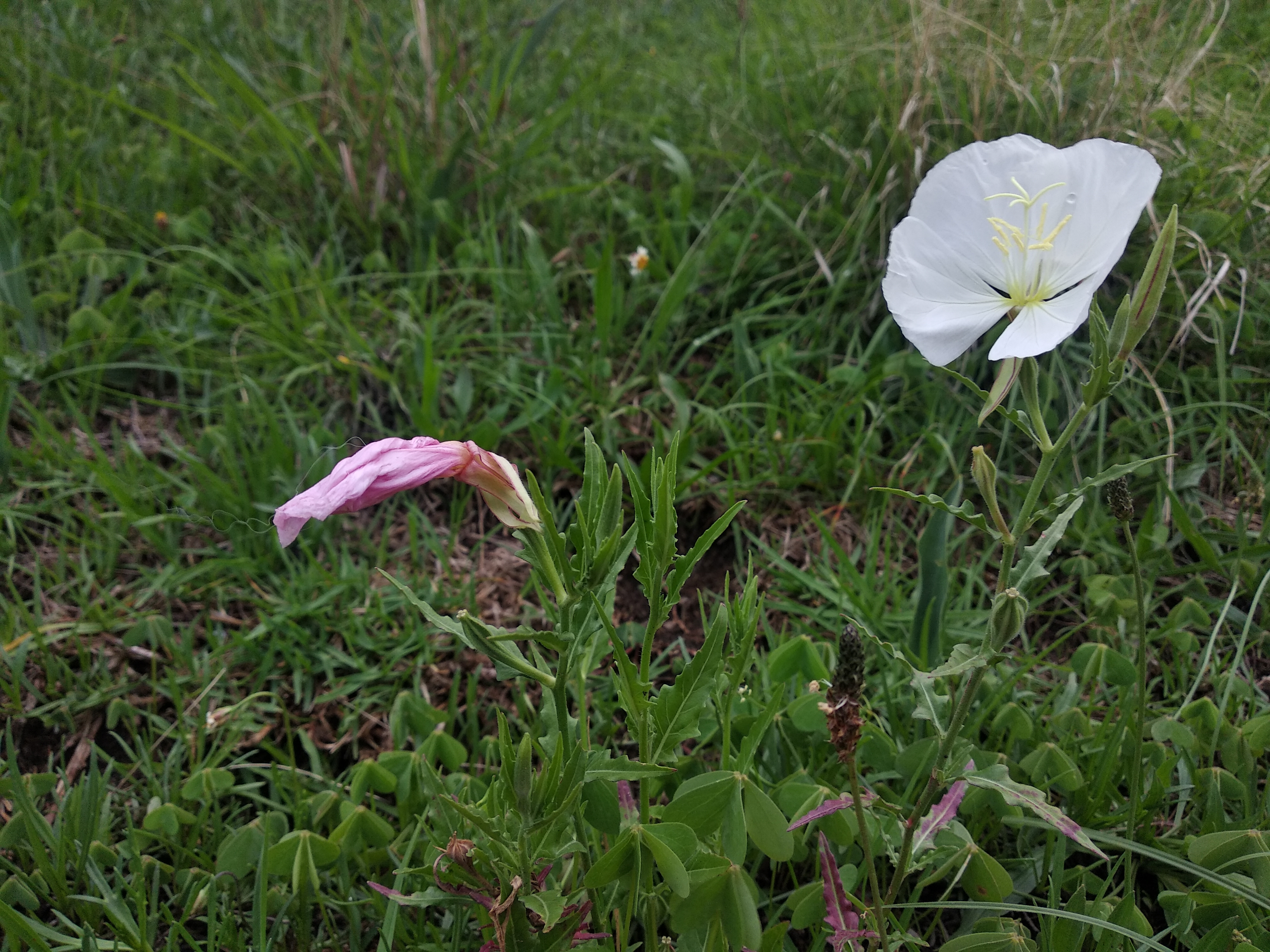
Oenothera tetraptera, una de las especies nativas que florecen en los jardines de la Colonia La Paz.

Salvo por el terreno ocupado por la antigua cantera en su ladera nororiental, que funcionó como tal hasta 1980 y que actualmente forma parte del campus del Instituto Culinario de México, el cerro presenta muy pocos lotes sin urbanizar. Así, su ecosistema se encuentra fuertemente alterado y ofrece espacio para un número reducido de especies. Entre ellas se encuentran diversas plantas ruderales como el chipule (Pinaropappus roseus), la trompetilla (Bouvardia ternifolia) y la campanilla morada (Ipomoea purpurea); especies introducidas como el pirul (Schinus molle) y el llantén menor (Plantago lanceolata); así como las especies nativas más resilientes, como la tronadora (Tecoma stans), el tepozán (Buddleja cordata), el cutzis (Dichromanthus cinnabarinus) y el heno motita (Tillandsia recurvata).
En cuanto a los animales, existen mamíferos nativos como el tlacuache (Didelphis virginiana), el cacomixtle (Bassariscus astutus) y la ardilla vientre rojo (Sciurus aureogaster). En aves, tienen presencia diversas palomas como la tortolita (Columbina inca), la huilota (Zenaida macroura) y la paloma aliblanca (Zenaida asiatica); así como aves de percha como la chara de collar (Aphelocoma woodhouseii), el rascador pardo (Melozone fusca), el mirlo dorso canela (Turdus rufopalliatus), el zanate (Quiscalus mexicanus), el cuitlacoche (Toxostoma curvirostre) y el pinzón mexicano (Haemorhous mexicanus). Además, diversas mariposas y polillas aprovechan que el cerro, a pesar de todo, conserva aún amplias áreas verdes: Vuelan en el cerro de San Juan mariposas diurnas (Papilio garamas, P. multicaudata, Vanessa annabella, Dione juno, Chlosyne ehrenbergii etc.) y nocturnas (Disclisioprocta stellata, Ascalapha odorata, Eusarca confusaria etc.).